# Я̆
Я̆ (minuskule я̆) je písmeno cyrilice. Je používáno pouze v chantyjštině a baškirštině. Jedná se o variantu písmena Я.